# Cypraea isabellamexicana
Cypraea isabellamexicana är en snäckart som beskrevs av Robert Edwards Carter Stearns 1893. Cypraea isabellamexicana ingår i släktet Cypraea och familjen Cypraeidae. Inga underarter finns listade i Catalogue of Life.